# Solidarity Forever
 (février 2015).
Si vous disposez d'ouvrages ou d'articles de référence ou si vous connaissez des sites web de qualité traitant du thème abordé ici, merci de compléter l'article en donnant les références utiles à sa vérifiabilité et en les liant à la section « Notes et références ».
Solidarity Forever (Solidarité mes frères et mes sœurs) est un chant militant, largement répandu dans le syndicalisme anglo-saxon. Les paroles ont été écrites par le journaliste américain Ralph Chaplin et finies de composer le 15 janvier 1915 sur un vieil air folk américain, dont les variantes les plus connues sont le chant abolitionniste John Brown's Body ou encore l'hymne patriotique The Battle Hymn of the Republic. Bien qu'initialement écrit pour l'Industrial Workers of the World, d'autres syndicats comme l'AFL-CIO finirent par l'adopter. Utilisé lors de grands rassemblements syndicaux aux États-Unis, il est également chanté lors des meetings du Parti travailliste australien ou encore du Nouveau Parti démocratique canadien.
Il fut traduit sous le titre Solidarité mes frères et mes sœurs par Jean Baumgarten la même année, en 1915.
Il a été repris par un certain nombre d'artistes connus comme Utah Philipps, Leonard Cohen ou Tom Morello.
En France, ce titre a été repris par Les Quatre Barbus
Solidarity Forever figure par ailleurs dans la bande originale du film Pride, sorti en 2014, racontant le soutien d'activistes homosexuels de Londres à la grève des mineurs britanniques en 1984-1985.

## Paroles de la chanson
| Solidarity Forever | Solidarité mes frères et mes sœurs |
| --- | --- |
| When the union's inspiration through the workers' blood shall run, There can be no power greater anywhere beneath the sun; Yet what force on earth is weaker than the feeble strength of one, But the union makes us strong. CHORUS: Solidarity forever, For the union makes us strong. Is there aught we hold in common with the greedy parasite, Who would lash us into serfdom and would crush us with his might? Is there anything left to us but to organize and fight? For the union makes us strong. (Chorus) It is we who plowed the prairies; built the cities where they trade; Dug the mines and built the workshops, endless miles of railroad laid; Now we stand outcast and starving midst the wonders we have made; But the union makes us strong. (Chorus) All the world that's owned by idle drones is ours and ours alone. We have laid the wide foundations; built it skyward stone by stone. It is ours, not to slave in, but to master and to own. While the union makes us strong. (Chorus) They have taken untold millions that they never toiled to earn, But without our brain and muscle not a single wheel can turn. We can break their haughty power, gain our freedom when we learn That the union makes us strong. (Chorus) In our hands is placed a power greater than their hoarded gold, Greater than the might of armies, magnified a thousand-fold. We can bring to birth a new world from the ashes of the old For the union makes us strong. | Nous engraissons le capital et ses usines Enchaînés du matin au soir à la machine Pour notre peine, des salaires de famine Mais l'union nous rendra forts. REFRAIN: Solidarité mes frères et mes sœurs Ensemble nous vaincrons. Mais si un jour nous arrêtons toutes nos machines Mais si un jour nous occupons toutes nos usines Puissants patrons vous ferez alors tristes mines Car l'union nous rendra forts. (Refrain) En combattant pour elle, la classe ouvrière Apportera un ordre nouveau sur la terre Au coude à coude restons unis, prolétaires C'est l'union qui nous rend forts. (Refrain) |